# Tlön, Uqbar, Orbis Tertius
Tlön, Uqbar, Orbis Tertius es un cuento escrito por el escritor argentino Jorge Luis Borges, publicado por primera vez en la revista Sur —número 68, tapas verde jade, mayo de 1940—.  Se incluye en el libro Antología de la literatura fantástica —diciembre de 1940— y luego en la colección El jardín de senderos que se bifurcan (1941), que más tarde formaría parte del libro Ficciones (1944).
Como es ya representativo de la estética borgeana, en este texto Borges ofrece una representación totalizante del cosmos a través de los avatares de mundanas pesquisas personales. La apócrifa versión de un volumen de la Enciclopedia Británica conduce al descubrimiento de... "A first encyclopaedia of Tlön. Vol. XI". Tlön es el fruto de fatigadas generaciones de hombres que secreta y rigurosamente han concebido y diagramado un universo de extremo idealismo. La fuerza totalizante de ese cosmos, representado en la Enciclopedia de Tlön, lleva al protagonista a la puesta en duda de la propia realidad y a la sospecha de que la concepción idealista de Tlön es la matriz que poco a poco se apropia del mundo.

## Resumen de la historia
Durante una conversación con Borges, Adolfo Bioy Casares recuerda que "The Anglo-American Cyclopaedia" (una reimpresión de la Encyclopaedia Britannica de 1902) registraba, en un artículo sobre Uqbar, que "Los espejos y la cópula son abominables porque multiplican el número de los hombres". Al revisar el ejemplar que Borges posee de esa obra, descubren que no contiene dicho artículo, y tampoco figura en el índice. Bioy comenta que Uqbar era una región de Irak o de Asia Menor.
A los pocos días, comprueban que el artículo sobre Uqbar es la única diferencia entre los volúmenes que ambos tienen de la enciclopedia. Releyéndolo, descubren que su literatura es fantástica, y se refiere siempre a una región imaginaria de Tlön. Borges entra en una cruzada por averiguar algo más acerca de Uqbar, pero no da con el menor indicio de su existencia.
Dos años después, descubre en un hotel de Adrogué el undécimo tomo de "A First Encyclopaedia of Tlön", que había pertenecido a un ingeniero llamado Herbert Ashe. En la primera página tenía estampada la inscripción: Orbis Tertius. El libro describe detalladamente diversos aspectos de Tlön, un planeta hasta ese entonces desconocido.
Los habitantes de ese mundo consideran al idealismo como el sentido común. Para ellos, cada uno de los seres del universo es parte de una divinidad indivisible, por lo tanto no existen sustantivos, ya que éstos designan seres individuales. Para nombrarlos, utilizan verbos impersonales calificados por sufijos o prefijos,
o una acumulación de adjetivos.
En Tlön no hay razonamientos, debido a que la explicación de un hecho depende de la imposible vinculación de un estado con otro anterior que no puede afectarlo. 
La coincidencia de un mismo acto realizado por varios hombres en distintos momentos se debe a que el sujeto del conocimiento es uno,
intemporal y anónimo.
La percepción de las cosas es lo que perdura en el tiempo, mientras éstas son percibidas. Por lo tanto, el materialismo es una herejía, ya que presupone la existencia de lo material mientras no es percibido.
En la posdata de 1947, el misterio acerca de Tlön es develado. A principios del siglo XVII, una secreta sociedad de intelectuales (cuyo nombre es Orbis Tertius) se organiza para inventar un país imaginario. Después de dos siglos la fraternidad resurge en América. El millonario Ezra Buckley propone la invención de un planeta ilusorio, y sugiere plasmar la historia en una enciclopedia. En 1914 se termina la edición de los cuarenta volúmenes de la Primera Enciclopedia de Tlön (que contiene en su portada el nombre de la sociedad secreta) y se envía secretamente un volumen a sus trescientos colaboradores, uno de los cuales era Herbert Ashe.
Hacia 1944 se descubren, en una biblioteca de Memphis, los cuarenta volúmenes de la Enciclopedia, y la prensa internacional difunde ampliamente el descubrimiento.
La noticia de un planeta regido por leyes humanas que pueden ser 
descifradas embelesa a una humanidad que vive en una realidad también ordenada, pero de acuerdo a leyes divinas. Borges conjetura que la Tierra se convertirá en Tlön en pocas generaciones.

## Temas

### Temas filosóficos
Borges se imagina un mundo (Tlön) en donde el idealismo filosófico del siglo XVII de George Berkeley es visto como el sentido común y la "doctrina del materialismo" es considerada una herejía, un escándalo y una paradoja. A través de la descripción de los lenguajes de Tlön, la historia juega con la cuestión epistemológica de cómo los lenguajes influencian a que los pensamientos sean posibles. También contiene varias metáforas de la forma en que las ideas fluyen sobre la realidad. Este último tema es explorado inteligentemente en el comienzo, mediante la descripción de objetos físicos que son llevados a la existencia por la fuerza o poder de la imaginación, pero luego este tema se vuelve más oscuro cuando la idea de Tlön comienza a atraer a la gente y dejan de poner atención a la realidad de la tierra.
Por su parte, Orbis Tertius es un conjunto de recopilaciones literarias creadas por una sociedad "secreta y benévola", que se propone crear un planeta. En el cuento es casi nula la mención de Orbis Tertius, porque su aparición en la historia tiene que ver con la paradoja temporal que Borges plantea en la mayoría de sus relatos. No está demás mencionar, entonces, que Orbis Tertius es una utopía soñada por algunos de los creadores de Tlön.
Gran parte de la historia se relaciona con el idealismo filosófico de George Berkeley, conocido por cuestionar si un árbol cayendo en el bosque, que no es visto por nadie, hace ruido (Berkeley, obispo anglicano, resolvió esta pregunta para su propia satisfacción diciendo que existe el ruido porque Dios está siempre allí para escucharlo). La filosofía de Berkeley privilegia a la percepción sobre cualquier noción de "cosa" en sí misma; cuando se habla de un objeto real, en realidad se habla de la percepción que se tiene de él.
En el mundo imaginario de Tlön, un idealismo berkeliano "sin dios" es el sentido común. La visión tlöniana reconoce la percepción como fundamental y niega la existencia de una realidad subyacente. Al final de la parte central de la historia, inmediatamente antes del apéndice, Borges expande esto hasta su propio quiebre lógico.

### Temas literarios
La historia también anticipa, en pequeña escala, muchas ideas claves que luego fueron expuestas en la obra de Vladimir Nabokov. En un momento, Borges le propone a Adolfo Bioy Casares escribir "una novela en primera persona cuyo narrador omitiera o desfigurara los hechos e incurriera en diversas contradicciones", lo cual, argumentalmente, anticipa la estrategia de Lolita, de Nabokov (1955), y la de Pálido fuego (1962). Al mismo tiempo, la obsesión de la Tierra con Tlön en la historia de Borges anticipa la presunción de Nabokov en Ada o el ardor (1969), en donde el mundo del narrador tiene una obsesión similar con Terra. En ambos trabajos, los narradores se obsesionan con un mundo imaginario (Tlön / Terra) hasta el punto de interesarse más en esa ficción que en sus propias vidas. El parelelismo no es perfecto: en la historia de Borges, el mundo del narrador es esencialmente el mundo real, y Tlön es una ficción que gradualmente importuna en él; en la novela de Nabokov, el mundo del narrador es un mundo paralelo y Terra es la Tierra percibida erróneamente como un lugar pacífico y feliz.
En el contexto del mundo imaginario de Tlön, Borges describe una escuela de crítica literaria que arbitrariamente asume que dos trabajos son hechos por la misma persona y, basado en esto, deduce cosas sobre ese escritor imaginado.
Como muchas de las obras de Borges, la historia desafía los límites entre la ficción y la realidad. Menciona a varias personas reales (a él mismo, a sus amigos Adolfo Bioy Casares y Alfonso Reyes Ochoa; así como a Thomas de Quincey, etcétera), pero por lo general les da atributos ficticios; la historia también contiene personajes de ficción y otros cuya existencia puede ser cuestionada.

## Realidad y ficción en el relato

### Niveles de realidad
Hay varios niveles de realidad y ficción en la historia:
- El artículo sobre Uqbar es una ficción incluida solo en algunos ejemplares de una enciclopedia que es, además, la reimpresión literal de otra.
- El impostor Esmerdis es el único nombre histórico que figura, metafóricamente, en dicho artículo; éste fue un mago que, al descubrir la muerte del verdadero Esmerdis, ocupó su lugar para gobernar en su nombre.
- Tlön es un mundo ilusorio que a su vez tiene regiones imaginarias en las que los habitantes de Uqbar basan sus leyendas.
- El narrador le atribuye a Johannes Valentinus Andreä la descripción de una comunidad imaginaria, que otros fundaron posteriormente imitando lo ideado por él.
- La mayoría de las personas mencionadas son reales, pero los eventos en los que ellos se encuentran involucrados son en su gran parte ficticios, como algunos de los trabajos atribuidos a ellos.
- La fecha de la posdata (1947) es posterior a la primera edición del cuento (1940, revista Sur).

### Personajes reales y ficticios
Los personajes son nombrados en orden de aparición en el relato:
- Adolfo Bioy Casares — personaje real, amigo, escritor y colaborador frecuente de Borges.
- Esmerdis — El relato lo menciona como "el impostor, Smerdis el mago" ["Tlön...", p. 113]. Luego de la muerte del Smerdis real (hijo de Ciro el Grande de Persia) un sacerdote mago llamado Gaumata se hizo pasar por él durante varios meses gobernando en su nombre.
- Justus Perthes — personaje real del siglo XVIII, fundador de una editorial alemana que lleva su nombre; sin discusión, el relato no miente cuando da a entender que en los atlas de esa imprenta no figura Uqbar.
- Carl Ritter — uno de los fundadores de la geografía moderna. En el relato, Borges hace notar la ausencia de menciones a Uqbar en el índice cartográfico de Erdkunde. (En el relato, solo se menciona el apellido.)
- Bernard Quaritch — Un librero auténtico del Londres decimonónico. Todavía existe la librería de este nombre. En el relato sus catálogos incluyen la Historia del país llamado Uqbar, de Silas Haslam.
- Silas Haslam — Un personaje sin duda ficticio. "Haslam" era el apellido de soltera de la abuela paterna de Borges, Frances Haslam. En el relato, además de la Historia del país llamado Uqbar de 1874 (año en el que falleció el coronel Francisco Borges, abuelo paterno del escritor), una nota a pie de página informa que Haslam es también autor de Una historia general de los laberintos (los laberintos son un tema recurrente en la obra de Borges). Haslam es un personaje ficticio. (). En un escrito académico, aparentemente respetable, cuyo título es “Complexity of Two Dimensional Patterns” ("La complejidad de los patrones bidimensionales"), firmado por Kristian Lindgren, Cristopher Moore y Mats Nordahl, aparece en la bibliografía el libro de Haslam Una historia general de los laberintos (); pero dado el carácter, en el límite, de la ciencia de la complejidad y de la institución que lo publica (Santa Fe Institute), es evidente que la cita es un guiño intelectual de sus autores.
- Johannes Valentinus Andreae — Teólogo alemán, y autor real de Chymische Hochzeit Christiani Rosencreutz anno 1459 (Las bodas alquímicas de Christian Rosacruz, ISBN 0-933999-35-6), uno de los tres trabajos fundamentales de los rosacruces, pero no de Lesbare und lesenswerthe Bemerkungen über das Land Ukkbar in Klein-Asien (Notas legibles y valiosas sobre el país de Uqbar en Asia menor), libro en realidad inexistente, pero atribuido a Andreae en el relato.
- Thomas de Quincey — conocido por sus trabajos autobiográficos Confesiones de un consumidor de opio inglés (ISBN 84-206-2898-0) y Recuerdos del lago. Mencionado al paso en el relato (por su apodo) por su mención (no verificada independientemente) de Andreae.
- Carlos Mastronardi — escritor argentino, miembro del grupo Martín Fierro y amigo cercano de Borges. En el relato, Mastronardi encuentra una copia de la Ciclopedia Anglo-Americana que no menciona a Uqbar.
- Herbert Ashe — personaje ficticio, basado en Mr. William Foy, un huésped del hotel Las Delicias de Adrogué ( (enlace roto disponible en Internet Archive; véase el historial, la primera versión y la última).), quien como Ashe era inglés, empleado del ferrocarril sur y "adolecía de irrealidad".
- Néstor Ibarra, Ezequiel Martínez Estrada y Pierre Drieu La Rochelle — todos históricos, descritos en el relato como enfrentados en una disputa sobre si el descubrimiento de Una Primera Enciclopedia de Tlön. Volúmenes XI. Hlaer a Jangr implica la existencia de los otros volúmenes a los que hace referencia. Ibarra fue un notable poeta argentino (y traductor de Borges al francés); Estrada, también argentino, fue el autor de, entre otros, Muerte y transfiguración de Martín Fierro, un estudio sobre el trabajo literario más famoso de Argentina en el siglo XIX. Drieu La Rochelle, quien estuvo a punto de suicidarse al difundirse su colaboración con los nazis durante la ocupación de Francia durante la Segunda Guerra Mundial, fue uno de los pocos colaboradores extranjeros de Sur, el periódico argentino de Victoria Ocampo del cual Borges era colaborador regular.
- Alfonso Reyes Ochoa — escritor y diplomático mexicano destinado en Argentina durante un tiempo, y al que Borges consideraba ser el mejor prosista en lengua castellana moderna. En el relato, el propone recrear de cero los volúmenes faltantes de Una Primera Enciclopedia de Tlön, comentando que "una generación de tlönistas sería suficiente".
- El filósofo Leibniz se menciona de pasada y Hume es citado por apreciar que “los argumentos de Berkeley no admitían la menor réplica y no causaban la menor convicción”.
- El obispo George Berkeley es motor del relato, como fundador de la escuela filosófica del idealismo moderno.
- Xul Solar — pseudónimo de Oscar Agustín Alejandro Schulz Solari, acuarelista argentino, esotérico y (seguramente lo de mayor interés aquí) inventor de lenguajes imaginarios. En el mundo real un íntimo de Borges y miembro del grupo de Florida; en el relato traduce hábilmente una de las lenguas del hemisferio Sur de Tlön.
- Alexius Meinong — psicólogo y filósofo austriaco, autor de Gegenstandstheorie (“La teoría de los objetos”), donde se extendió sobre la noción de objetos que existen solo en la mente. En el relato es citado por su apellido; sus teorías se citan en relación con la explicación de los idiomas del hemisferio Norte de Tlön. Probablemente Borges está reconociendo así de donde extrajo la idea para esta familia imaginaria de lenguas.
- Bertrand Russell — filósofo británico. En una nota al pie, el relato se refiere (correctamente) a su conjetura de que (en palabras de Borges) “el planeta ha sido creado hace pocos minutos, provisto de una humanidad que «recuerda» un pasado ilusorio.”
- Baruch Spinoza — filósofo judío, neerlandés de origen portugués, citado por su apellido, y adecuadamente parafraseado: “Spinoza atribuye a su inagotable divinidad los atributos de la extensión y del pensamiento;”.
- De manera semejante, el uso que el relato hace de la frase alemana Philosophie des Als Ob se refiere presumiblemente al filósofo Hans Vaihinger, cuya obra de ese título propone la noción de que todos los conceptos humanos son simplemente ficciones útiles.
- El filósofo griego antiguo Zenón de Elea es adecuadamente aludido por sus paradojas en las que niega la posibilidad del movimiento, basándose en la indivisibilidad del tiempo.
- El filósofo Arthur Schopenhauer, como Meinong, es citado, en este caso por sus Parerga y paralipómena, emparentados con el panteísmo idealista de Tlön. Probablemente la anotación de Borges acerca de guardar un fundamento psicológico para las ciencias es una especie de broma sobre lo de guardar un fundamento científico para la psicología.
- William Shakespeare no parece necesitar explicación. Mencionado simplemente en el relato, sin adornos literarios.
- Gunnar Erfjord no es seguramente una persona real. El nombre es una combinación de Gunnar Lange y Berta Erfjord, padres de la autora argentina Norah Lange , otro miembro del grupo Martín Fierro. Al principio de la posdata, una carta de Gunnar Erfjord aclara el misterio de la "sociedad secreta y benévola" que tramó Tlön. Seguramente también es el noruego de Río Grande del Sur que se menciona previamente en la narración.
- La primera parte del relato aparece firmada en Salto Oriental, ya que el lugar donde Borges escribió el relato fue la casa de su amigo Enrique Amorim en la ciudad de Salto, Uruguay; Amorim es mencionado en la posdata como acompañante de un viaje junto al autor.[1]
- La princesa de Faucigny-Lucinge, quien encuentra el primer objeto de Tlön.

## Publicaciones
Como ya se ha dicho, "Tlön, Uqbar, Orbis Tertius" originalmente apareció en español en Sur en 1940. El original en español fue publicado como libro en la colección de Borges de 1941 El jardín de senderos que se bifurcan. Ese libro entero se incluyó en Ficciones (1944), un libro reimpreso muchas veces (15 ediciones en Argentina para el año 1971).
La primera traducción al inglés fue por James E. Irby. Apareció en la edición de abril de 1961 de New World Writing. El siguiente año, la traducción de Irby fue incluida como primera pieza en una colección diversa de los trabajos de Borges titulada Labyrinths. Casi simultánea, e independientemente, la obra fue traducida por Alastair Reed; la versión de Reed fue publicada en 1962 como parte de una colaboración de traducción al inglés de Ficciones en su totalidad. La traducción de Reed fue reimpresa en Borges, a Reader (1981, ISBN 0525466547), p.111-122.

## En la cultura popular
- Axaxaxas mlö es el título de un libro de ficción mencionado en otra historia corta de Borges: "La biblioteca de Babel".

- hlör u fang axaxaxas mlö', tomada del lenguaje de Tlön descrito en la historia, es el título de una pieza para clarinete, violín, cello y piano de música de cámara compuesta por el colombiano Diego Vega, quien ganó el Premio Nacional de Música de 2004, máximo reconocimiento entregado por el Ministerio de Cultura de Colombia a artistas y creadores.

- Tlön Uqbar es un proyecto de bandas musicales de Francia, llamado así por el trabajo de Borges. Su álbum La Bola Perdida fue lanzado en 1999 por el sello neerlandés Staalplaat.

- Tlön es una banda argentino-chilena de rock.

- Uqbar es un buscador del Proyecto Gutenberg.

- Uqbar es el nombre de una instancia del juego Lexicon, basado en el trabajo de Borges.

- Uqbar es el nombre de una editorial chilena.

- Uqbar es el nombre de un planeta en el videojuego Mass Effect.
- Tlön es un grupo de Investigación en redes de telecomunicaciones dinámicas y lenguajes de programación distribuidos de la Universidad Nacional de Colombia.
- Uqbar es un grupo de estudio en ciberseguridad de la Universidad Nacional de Colombia.
- La segunda Enciclopedia de Tlön es una novela del autor chileno de ciencia ficción Sergio Meier basada en el cuento de Borges.